# Стив Пери
Стив Пери (на английски: Steve Perry) е американски телевизионен сценарист и плодовит писател на произведения в жанра научна фантастика и фантастичен трилър. Писал е и под псевдонимите Джеси Пийл (Jesse Peel) и Дик Флинт (Dick Flint). Баща е на писателката Стефани Даниел Пери (С. Д. Пери).

## Биография и творчество
Стивън Карл Пери е роден на 31 август 1947 г. в Батън Руж, Луизиана, САЩ. Работил е като инструктор по плуване и спасител; продавач на подаръци в хотелски магазин, служител в агенция за отдаване на коли под наем, продавач на алуминий, инструктор по бойни изкуства; частен детектив; и 5 години като медицински работник и помощник на лекар. В свободното си време опитва да пише и изучава журналистика и творческо писане в Университета на Луизиана.
Първият му разказ „With Clean Hands“ е публикуван през 1977 г. под псевдонима Джеси Пийл. От 1978 г. се посвещава на писателската си кариера.
Първият му роман „The Tularemia Gambit“ е публикуван през 1981 г. Става известен с поредицата си „Матадор“.
Пише сценарии за телевизионни сериали и за анимационни филми, прави редица романизации на блокбъстъри.
Преподавал е в курсове за творческо писане в Университета на Вашингтон в Сиатъл.
Стив Пери живее със семейството си в Бийвъртън, Орегон.

## Произведения

### Самостоятелни романи
- The Tularemia Gambit (1981)
- Hellstar (1984) – с Майкъл Рийвс
- Dome (1987) – с Майкъл Рийвс, предистория на серията „Матадор“
- The Hero Curse (1990)
- The Mask (1994)
- The Trinity Vector (1996)
- Target Earth (1997)
- The Digital Effect (1997)
- Time Wars (1998) – с Гари А. Браунбек
- Windowpane (2003)
- Immune Response (2006)
- Master of Pamor (2009)
- Bristlecone (2010)
- Champion of the Dead (2010)
- Curse the Darkness (2010)
- The Dreadnaught (2011) – с Майкъл Рийвс

### Серия „Матадор“ (Matador)
1. The Man Who Never Missed (1985)
2. Matadora (1986)
3. The Machiavelli Interface (1986)
4. The Omega Cage (1988) – с Майкъл Рийвс
5. The 97th Step (1989)
6. The Albino Knife (1991)
7. Black Steel (1992)
8. Brother Death (1992)
9. The Musashi Flex (2005)

### Серия „Звезден рейнджър“ (Stellar Ranger)
1. Stellar Ranger (1994)
2. Lone Star (1995)

### Серия „Силк“ (Venture Silk)
1. Spindoc (1994)
Инфопаяк, изд. „Лира Принт“, София (1998), прев. Владимир Зарков
2. The Forever Drug (1995)
Дрогата на вечността, изд. „Лира Принт“, София (1998), прев. Владимир Зарков

### Серия „Нет Форс“ (Net Force)
1. Net Force (1998) – с Том Кланси и Стив Пиечник
2. Breaking Point (2000) – с Том Кланси и Стив Пиечник
3. Point of Impact (2001) – с Том Кланси и Стив Пиечник
4. Cybernation (2001) – с Том Кланси и Стив Пиечник
5. State of War (2003) – с Том Кланси
6. Changing of the Guard (2003) – с Том Кланси и Лари Сегриф
7. Springboard (2005) – с Том Кланси и Лари Сегриф
8. The Archimedes Effect (2006) – с Том Кланси и Лари Сегриф

### Серия „Войната на Кътър“ (Cutter's Wars)
1. The Ramal Extraction (2012)
2. The Vastalimi Gambit (2013)
3. The Tejano Conflict (2014)

### Участие в общи серии с други писатели

#### Серия „Машина на времето“ (Time Machine)
3. Sword of the Samurai (1984) – с Майкъл Рийвс
5. Civil War Secret Agent (1984)
от серията има още 23 романа от различни автори

#### Серия „Приключенията на Конан“ (Adventures of Conan)
- Conan the Fearless (1986)
- Conan the Defiant (1987)
- Conan the Indomitable (1989)
- The Free Lance (1990)
- Conan the Formidable (1990)

от серията има още 33 романа от различни автори

#### Серия „Извънземни“ (Aliens)
1. Earth Hive (1992)
2. Nightmare Asylum (1993)
3. The Female War (1993) – със Стефани Пери (С. Д. Пери)

от серията има още 22 романа от различни автори

#### Серия „Извънземни срещу Хищника“ (Aliens Vs Predator)
1. Prey (1994) – със С. Д. Пери
2. Hunters Planet (1994) – с Дейвид Бишоф

от серията има още 5 романа от различни автори

#### Серия „Междузвездни войни: Завръщането на джедаите“ (Star Wars: Return of the Jedi)
- Shadows of the Empire (1996)
- Shadows of the Empire – Evolution (2000)
- Death Star (2007) – с Майкъл Рийвс
- Shadows of the Empire Omnibus (2010)

от серията има още 162+ романа от различни автори

#### Серия „Мъже в черно“ (Men in Black)
- Men in Black (1997)
Мъже в черно, изд. „Слънчо“, София (1997), прев. Крум Бъчваров

от серията има още 5 романа от различни автори

#### Серия „Междузвездни войни: Войните на клонингите“ (Star Wars: Clone Wars)
- Medstar I: Battle Surgeons (2004) – с Майкъл Рийвс
- Medstar II: Jedi Healer (2004) – с Майкъл Рийвс

от серията има още 37+ романа от различни автори

#### Серия „Звезден риск“ (Star Risk)
5. The Gangster Conspiracy (2007) – с Крис Бънч и Дал Пери
от серията има още 4 романа от Крис Бънч

#### Серия „Хищник“ (Predator)
- Turnabout (2008)

от серията има още 9 романа от различни автори

#### Серия „Индиана Джоунс“ (Indiana Jones)
- Indiana Jones and the Army of the Dead (2009)

от серията има още 12 романа от различни автори

#### Серия „Война и чест“ (War and Honor)
1. The Harriers (1991) – с Гордън Диксън, Шериън Люит и Челси Куин Ярбро
от серията има още 1 роман от други автори

### Новели
- Jolly Roger (2011)
- Thong the Barbarian Meets the Cycle Sluts of Saturn (2012) – с Майкъл Рийвс
- Tigers in the Rain (2012)

### Сборници
- A Trio of Short Stories (2009)
- Gatekeeper in Hell (2011)

### Документалистика
- Workshops: The Minefields of Science Fiction (1991)
- Dog Paddling the Third Wave (2014)

### Екранизации
- 1986 Centurions – ТВ сериал, автор – 12 епизода
- 1987 The Real Ghost Busters – ТВ сериал, автор – 3 епизода
- 1987 Spiral Zone – ТВ сериал, автор – 7 епизода
- 1987 Starcom: The U.S. Space Force – ТВ сериал, автор – 4 епизода
- 1994 Conan and the Young Warriors – ТВ сериал, автор – 2 епизода
- 1992 – 1995 Batman: The Animated Series – ТВ сериал, автор – 7 епизода
- 1995 – 1996 Gargoyles – ТВ сериал, автор – 3 епизода
- 1996 Street Fighter: The Animated Series – ТВ сериал, автор – 1 епизод
- 1996 Star Wars: Shadows of the Empire – видео игра
- 1997 Extreme Ghostbusters – ТВ сериал, автор – 1 епизод
- 1998 Godzilla: The Series – ТВ сериал, автор – 1 епизод
- 1999 – 2000 Spider-Man Unlimited – ТВ сериал, автор – 2 епизода